# John Peisley

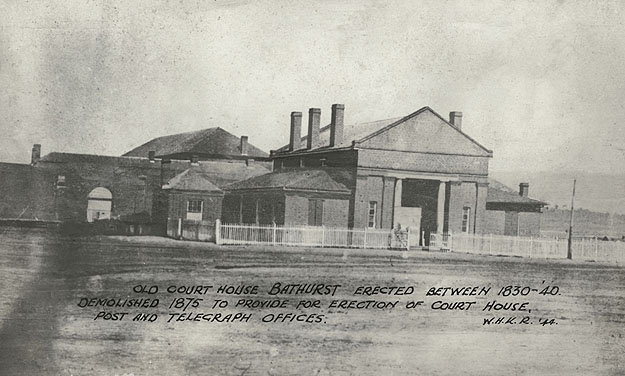
Antiguo Palacio de Justicia en Bathurst

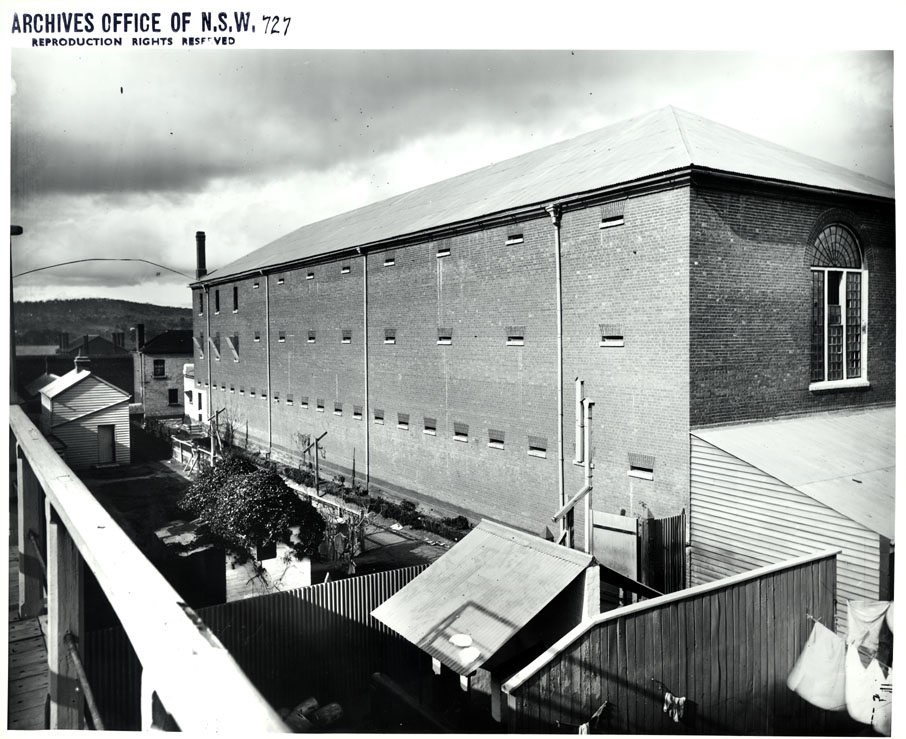
Gaol de Bathurst hacia 1880

John (Jack) Peisley (1835-1862) bushranger australiano nacido en Bathurst (Nueva Gales del Sur) en 1835. Se cree que es el primer bushranger nacido en Australia. Su nombre se encuentra a menudo escrito como "Piesley".

## Primeros años
John Peisley vivió en el distrito de Abercrombie con sus conocidos padres colonos Thomas y Elizabeth. Su casa tenía fama de ser una guarida de ladrones. John Peisley fue arrestado en su adolescencia por robar. Alrededor de 1840, la familia extendida de boleto de salida de los convictos Thomas Weavers y su esposa Sarah, anteriormente Smith née Lake cruzó las Montañas Azules hasta Bathurst y se dedicó a la agricultura en el área de Mount Macquarie, donde el asentamiento no oficial comenzó en 1821.  La primera concesión de tierra fue a Thomas Icely para Coombing Park en 1829.  La tierra cercana fue ocupada en Coombing y Fell Tree Creeks, y en el pantano número uno que se convirtió en el pueblo de Mount Macquarie, este último renombrado Neville en 1888. Thomas Weavers y el hijastro William Smith tomaron la tierra juntos. El 12 de mayo de 1851, dos caballos desaparecidos de la propiedad de Thomas Weavers' Mount Macquarie fueron vistos en posesión de John Peisley, de diecisiete años de edad, conduciéndolos y cinco más a la Abercrombie. Fue arrestado con una orden y acusado de robo. El jurado no pudo estar de acuerdo en que la identidad de los caballos estaba suficientemente establecida y absolvió al acusado, pero fue puesto en prisión preventiva, ya que se enfrentaba a otro cargo de robo de caballos.

## Convicto
No todos los convictos australianos y los pasajes de los titulares de permisos llegaron a Australia en transportes de convictos. John Peisley, un muchacho colonial nacido en Bathurst, fue finalmente condenado por robar ganado y sentenciado a prisión en Cockatoo Island cerca de Sídney, ahora llamado Biloela. Un prisionero que cumplió condena fue etiquetado como Mano de Cacatúa. Allí conoció al Darkie Frank Clark, que como Frank Christie, escapó de la cárcel de Pentridge de Melbourne en 1850 tras cumplir cinco semanas de una condena de cinco años. En Nueva Gales del Sur, Clark se dedicó a robar caballos y ganado en compañía de William Fogg. Condenado, le condenaron a siete años por intentar vender caballos robados y falsificar papeles de propiedad de caballos en Yass. Clark, después de haber cumplido menos de seis años de su condena, recibió su billete de licencia el 31 de diciembre de 1859, a condición de que permaneciera en el distrito de Carcoar. En Carcoar, trabajaba para un carnicero. Dos meses más tarde, se escapó a las nuevas excavaciones de oro en Kiandra y llamándose Frank Gardiner abrió una carnicería vendiendo cadáveres de ganado robado. Pronto se dio cuenta de su verdadera identidad y se emitieron órdenes judiciales. Fue arrestado en mayo de 1861, pero se saltó la fianza en Lambing Flat (ahora Young). Se asoció con el inmigrante canadiense John Gilbert y volvió a la delincuencia a tiempo completo.

## Bushranger
En diciembre de 1860, el convicto Peisley obtuvo su boleto de licencia en Scone, a condición de que permaneciera en el valle del río Hunter. El 23 de marzo de 1861, a 50 millas al noreste de Bathurst, entre Louisa Creek y Tambaroora, junto con su compatriota Cockatoo Hand, de nombre McKenzie, robó al agente bancario itinerante Richard Cox Shaw con 565 libras esterlinas en billetes, también algunas monedas de oro y plata. Antes, los bushrangers eran en su mayoría convictos transportados; Peisley, nacido en una colonia, se convirtió en el primer verdadero niño salvaje colonial. Los ladrones se separaron y Peisley huyó a la cordillera Abercrombie que conocía bien. En mayo, en Fish River, en Fogg's ironbark slabpy, a seis millas de Bigga, Peisley y Frank Clark se reunieron y formaron equipo con John Gilbert como ladrones de carreteras,"asaltando" a los viajeros en la zona entre Bathurst, Lambing Flat, Gundagai y Yass. El 16 de julio por la mañana, el Sargento John Middleton y el Trooper William Hosie apostados en Tuena, descendieron sobre el humilde Fogg ocupado por Fogg, su esposa e hijos, Frank Clark armado con un revólver de seis tiros, y Jim Barney, un anciano. Desconocidos para los soldados, Peisley y Gilbert estaban acampados a una milla de distancia. Llamado a rendirse, Clark disparó a Middleton tres veces, en la mano, boca y cadera, y el soldado William Hosie recibió una bola de mirada en la frente. Clark también fue herido. Lucharon antes de que Clark se rindiera y fuera atado. Barney se fue para avisar a Peisley y Gilbert. Middleton se fue a Bigga a buscar ayuda y refuerzos. Circunstancias de Hosie saliendo para Bigga fueron disputadas. Fogg afirmó que Hosie aceptó cincuenta soberanos para liberar a Clark y decir que escapó. Hosie evitó en el juicio de Fogg por obstruir a la policía, mientras él y Fogg escoltaban al prisionero por el camino a Bigga, Clark escapó cuando los bushrangers Peisley y otro (Gilbert) les acompañaron. El soldado Hosie llegó solo a Bigga a media tarde. Débil y delirante por la pérdida de sangre, el sargento Middleton llegó al anochecer. Ambos se recuperarían más tarde. Los informes de crímenes publicados en julio y agosto de 1861 declararon una recompensa de 120 libras esterlinas, 20 libras esterlinas por la detención de Clark y 50 libras esterlinas por Peisley, y otra suma de 50 libras esterlinas por el Gobierno por la información que conduzca a la condena de los implicados en el ultraje de atacar y herir a la Patrulla con armas de fuego en el distrito de Bathurst. El informe reveló:
"El 16 de julio, el sargento Middleton y el soldado Hosie, de la Patrulla Occidental, fueron atacados y gravemente heridos en el río Fish, por Francis Clarke, alias Jones, alias Christie, poseedor de un billete de permiso, ilegalmente en libertad desde su distrito; nativo de Goulbourn, Nueva Gales del Sur, de 31 años... herido en el altercado de la sien izquierda por una bola de pistola o un látigo. Fue capturado y luego liberado por dos hombres armados: John Peisley, poseedor del Billete de Licencia, ilegalmente prófugo de su distrito; nativo de Bathurst, Nueva Gales del Sur, cerca de 26,5 pies y 8 ½ pulgadas de alto, tez áspera, pelo de lino, ojos grises azules, nariz larga, nariz con marcas de bolsillo, varias cicatrices, brazos y piernas peludas, espasmoso en el ojo izquierdo... El otro hombre tiene unos 26 años".
El informe también incluía armas cargadas y descripciones físicas exhaustivas, ropa normal y por Clark (Gardiner) y Gilbert (sin nombre). Desagradado por la mala fama que se le atribuye, Peisley escribió al editor del Bathurst Free Press and Mining Journal por carta con fecha de "Fish River, 4 de septiembre de 1861":
"Sin duda le sorprenderá recibir una nota de la (ahora por todos los hechos) notada Piesley; pero, señor, a través de su valioso papel debo hacer saber que, si es mi suerte ser tomado, ya sea muerto o vivo, nunca seré juzgado por el rescate de Gardiner, en la luz en que se presenta; ni nunca disparé contra el soldado Hosie. .... Debo ser el Príncipe Invisible para cometer una décima parte de lo que se me encomienda. Espero no tener que volver a aludir a esto. Amo mis colinas nativas, amo la libertad y detesto la crueldad hacia el hombre o la bestia. Confiando en que publicarás esto, mi valiente carta sin duda, pero puedes estar seguro de que proviene del verdadero John Piesley, y no de ninguno de sus muchos representantes. Soy, Sr. Editor, su muy acosado escritor, JOHN PIESLEY"
En los meses siguientes Clark, más a menudo llamado Gardiner, Peisley y Gilbert bushranged y se retiró a las montañas Weddin cerca de Forbes y Cowra. Peisley se separó de la pandilla y levantó el autocar del Lambing Flat después de salir de Cowra. Luego regresó al distrito de Abercrombie.

## Asesinato
El 27 de diciembre de 1861, Peisley fue a la posada de Tom McGuinness en Bigga y se fue al día siguiente con su compañero de bebida James Wilson, lleno de vino y brandy. Cabalgaron a una granja cercana propiedad de William y Stephen Benyon y continuaron bebiendo y discutiendo con los dos hermanos. Acusado, 17 años antes, cuando era niño, William había intercambiado un caballo con él, lo que no era bueno. Una pelea estalló y Wilson tomó los revólveres de Peisley, que Martha, la esposa de William, escondió en el jardín. Ante la insistencia de su marido, devolvió los revólveres. Peisley persiguió a Stephen Benyon hasta el granero seguido por William Benyon. A ambos hermanos les dispararon Peisley; Stephen en el brazo y William en la garganta; atestiguaron por Martha Benyon, Wilson, el granjero George Harmer, la sirvienta Mary Samson y Thomas Weavers. El doctor Henry Kowland atendió a William Benyon al día siguiente, y encontró que una bala había pasado a través de su tráquea y se había alojado en la columna vertebral, paralizándolo desde el cuello hacia abajo. No pudo sacar la bala y consideró que el caso no tenía remedio desde el principio. Le volvió a atender el 31 de diciembre, tres días antes de su muerte.

## Captura y desaparición
Una orden emitida para la detención de Peisley por el asesinato de Benyon y recompensa por la información que llevaría a su detención y condena. Un anuncio publicado en la Gaceta del Gobierno de enero de 1862, tras el asesinato de Benyon, basado en un informe del 29 de julio de 1861, describía a Peisley:
"Aproximadamente 28 años de edad, unos 1,80 m de alto, robusto, bien hecho, tez fresca, bigotes muy pequeños, bastante calvo en la parte superior de la cabeza y la frente, varias marcas recientes en la cara, y una marca de un golpe de una pala en la parte superior de la cabeza; notas de Napoleón de moda, pantalones de tela oscuros, chaleco oscuro abotonado en la parte delantera, gran protector de oro Albert, sombrero de árbol de col y abrigo de pato. A veces lleva una peluca oscura y siempre lleva un par de revólveres".
El 15 de enero, los agentes Morris, Murphy y Simpson buscaron en el área de Abercrombie por bushrangers y hablaron con Peisley cerca de Bigga. La policía le persiguió, pero el caballo superior de Peisley le permitió escapar fácilmente. Fue identificado y desafiado por el cabo Carroll en Tarcuta el 29 de enero, y escapó de nuevo en su bien criado monte. Una semana más tarde, después de una lucha, Peisley fue capturado y asegurado cerca del hotel de Bootes, Mundarlo por el Sr. Mackenzie y el Sr. Beveridge de Wantabadgerie, quienes lo entregaron a Gundagai. En su juicio ante el tribunal de Carcoar, Peisley llamó a Thomas Weavers, pero corroboró a los testigos de cargo. Comprometido por el rastro, Peisley esposado y encadenado, fue llevado de Carcoar a Bathurst por una gran pandilla de policías armados. El 14 de marzo de 1862 fue juzgado y condenado en el Tribunal de Bathurst por el asesinato de William Benyon y condenado a muerte. Fue ahorcado el 25 de abril de 1862, en la Gala de Bathurst, ante unas cincuenta personas. La rana toro aborigen Jackey fue ahorcada al mismo tiempo por asesinar a William Clarke. En la horca, Peisley alegó que tuvo una pelea de borrachos, y la muerte fue culpa de Benyon tanto como la suya. Evitó que no tenía nada que ver con el rescate de Gardiner, no estaba cerca de Fogg cuando escapó, y nada que ver con ningún intento de sobornar a Hosie. Sus últimas palabras fueron "Adiós caballeros, y que Dios los bendiga" Clark usando el nombre de Christie fue capturado en Appis Creek, Queensland en marzo de 1864. Cumplió diez años de una sentencia acumulativa de 32 años por herir dos veces al soldado Hosie, con la intención de matar e intentar causar daño y dos cargos de robo a mano armada. Antes y después de la ejecución de Piesley, John Gilbert se unió a Ben Hall. Los robos masivos a finales de 1864 fueron tan molestos que el Parlamento de Nueva Gales del Sur se apresuró a aprobar un proyecto de ley, una ley para facilitar la toma o detención de personas acusadas de ciertos delitos graves y el castigo de aquellos por quienes son albergados. Un mes después de la aprobación de la ley, el 8 de abril de 1865, la policía les disparó, Hall cerca de Forbes el 6 de mayo y Gilbert en Binalong una semana después. Los dolientes les dieron estatus de héroe.